# Johnson Kere
Johnson Kere – salomoński lekkoatleta, olimpijczyk.

## Kariera
Wystąpił jako jeden z trzech reprezentantów swego kraju na Letnich Igrzyskach Olimpijskich 1984. Wystartował wyłącznie w biegu na 100 m. Z wynikiem 11,57 zajął ostatnie miejsce w swoim wyścigu eliminacyjnym. Był to ponadto najsłabszy rezultat pośród wszystkich 82 biegaczy biorących udział w tej konkurencji.
Wziął udział w Igrzyskach Południowego Pacyfiku 1983, na których wystartował w biegach na 100 m i 200 m. Na pierwszym z dystansów zdobył srebrny medal (10,96), natomiast w wyścigu na 200 m zajął 4. miejsce (22,23). Nie ukończył finałowego biegu na 200 m podczas Miniigrzysk Południowego Pacyfiku 1985.
Rekord życiowy w biegu na 100 m – 10,96 (1983).